# ブレイズメス1990
『ブレイズメス1990』（ブレイズメス イチキュウキュウゼロ）は海堂尊の長編小説。『小説現代』（講談社）2009年9月号から2010年4月号まで『ブレイズメス1991』のタイトルで連載され、『ブレイズメス1990』に改題のうえ2010年7月16日に単行本が同社より刊行された。2012年5月15日に講談社文庫版が刊行された。
2024年7月期に、TBS系日曜劇場にて『ブラックペアン シーズン2』のタイトルでテレビドラマ化された。

## 概要
著者の作品群「桜宮サーガ」の登場人物・世良雅志の研修医1年目のころを描いた『ブラックペアン1988』から2年後を描いた続編。「バブル三部作」の第2作。1990年の東城大学医学部付属病院を舞台に、一人の天才心臓外科医・天城雪彦の存在が主人公・世良と東城大に波乱を引き起こす。
著者はノンフィクション小説『外科医 須磨久善』を執筆した際に自由に描けなかったことが本作の執筆の契機と語っている。執筆にあたり、モナコでの取材も行っている。
本作の結末は、執筆中に1990年で話を区切った方が最善と考え、悩んだ末に物語を1991年まで進めずに区切っている

## ストーリー
国際学会に出席する垣谷に同伴してフランスのニースに降り立った世良。世良には院長の佐伯から学会に出席する心臓外科医・天城雪彦にメッセージを届けるという特命を帯びていた。
学会をドタキャンした天城を探しにカジノに足を運んだ世良は天城を見つける。メッセージは佐伯の構想である心臓手術専門の病院建設のため総合外科学教室に招聘する旨のものだったが、金を至上とし自分の手術を受けさせるために患者にギャンブルをさせる天城は東城大学医学部全体の根底を揺るがしかねない存在だった。それでも天城の手技に引き込まれた世良は特命を果たすため、天城とのギャンブルの末に天城を説得することに成功する。
その後、東城大学医学部に招聘された天城は、心臓手術専門の病院「スリジエ・ハートセンター」の着手を表明し、高階をはじめとした医師達と険悪な雰囲気となるが、世良は佐伯の命で天城の身の回りの世話役となる。さらに天城は次なる大きな一手を仕掛けるため、自ら確立した術式である“ダイレクト・アナストモーシス”を東京国際学会での公開手術で披露することを宣言する。天城が自身を快く思わない反対分子を抑え込んだ末に、東城大学医学部の運命を賭けた公開手術が始まった。

## 登場人物
世良 雅志
東城大学医学部付属病院総合外科学教室（通称・佐伯外科）の外科医3年目の研修医。前作後、約1年半の外部研修の末に佐伯外科に戻った。高階がいる腹部外科グループに身を置いているが、突如の佐伯からの特命に端を発し、天城の身の回りの世話役として天城の行動に深く関わっていくことになる。
天城 雪彦
モナコ公国のモンテカルロ・ハートセンターで外科部長を務める心臓外科医。患者を選ぶにも金を重点に置く拝金主義の考えを打ち出しており、一見倫理に反する言動から周囲の反感を買うが、理路整然とした物言いで圧倒する。モナコでは患者の全財産の半分をギャンブルに賭けさせ、運の良さを見極めるというやり方で患者を選定している。世良をジュノ（青二才）と呼ぶ。ダイレクト・アナストモーシスという自分にしか出来ない高度な技術を確立し、それにより一人の患者を死なせていないことから王室より「モンテカルロのエトワール」の称号を得ている。またモナコでは自分の勝ち分をグラン・カジノに預けていることからカジノ内で幅を利かせている。
高階 権太
佐伯外科の腹部外科グループ講師。食道自動吻合器「スナイプAZ1988」を引き提げて帝華大学からやってきた。患者を救うことに重きをおくため、金を物差しに語る天城に反発するが、天城が語りかける言葉に圧倒されてしまう。
佐伯 清剛
東城大学医学部付属病院院長で総合外科学教室教授。天城を招聘することで院内抗争を助長させているが、高階によって変革してから落ち着いてきた佐伯外科の現状を快く思っていないが故の行動だった。総合外科学教室は次々と専門に分かれて分派したが、それも未来を見据えた末に容認している。
垣谷 雄次
佐伯外科の医局長で心臓血管外科グループ講師。東城大学医学部サッカー部のOBで世良とは8年先輩の関係。ニースでの天城の言動に反感を抱き、その感情を露にする。
黒崎 誠一郎
佐伯外科助教授で心臓血管外科グループのトップ。
駒井 亮一
佐伯外科に入局した薩摩大出身の研修医。入局以前に旅行と国際学会見学を兼ねて訪れたニースで世良、垣谷と出会い彼らの案内役となる。陽気な性格で九州弁丸出しのお調子者。最初は天城を警戒していたが、次第に天城に傾倒するようになる。
藤原 真琴
総合外科学教室病棟の婦長。
猫田 麻里
手術室主任看護婦。オペ室のエースと謳われる器械出しの腕の持ち主。趣味は昼寝（シエスタ）。4時間以上の手術だと集中力が持たない。
花房 美和
手術室看護婦。前作から世良とは親密な関係になりつつあったが、2年経った今もその関係は変わらない。だが公開手術以降に進展が見られる。
松井
手術室看護婦長。
榊
総看護婦長。
江尻
東城大学医学部付属病院副院長。第二内科教授。反佐伯派の急先鋒で、佐伯の失脚を狙っている。
桐生恭一
天城の公開手術の見学に来た若者。小児心臓外科を希望しており、天城の仲介で、サザンクロス心臓疾患専門病院のミヒャエル部長と繋がりを持つ。後にバチスタ手術で100%の成功率を誇る「チーム・バチスタ」の執刀医として名を馳せるようになる。
桜宮 巌雄
碧翠院桜宮病院院長。
桜宮 葵
碧翠院桜宮病院の医師で桜宮巌雄の娘。桜宮病院付近の岬で世良、天城と対面する。彼女の存在は後の『螺鈿迷宮』で重要な影響を与える存在となっている。
マリツィア・ド・セバスティアン・シロサキ・クルーピア
モナコ公国を建国したマリツィア家の直系で新進気鋭の建築家。公位継承権第7位で日本人の母親を持つ。天城に「スリジエ・ハートセンター」の建築を依頼される。桜宮病院に悪意を醸し出す雰囲気を感じている。
ガブリエル
英国のオックスフォード医科大学教授。天城の人となりには一物を抱えた思いを抱いているが、天城のダイレクト・アナストモーシスには人一倍関心を抱き、その技術を一目みたいと渇望している。
ボビー・ジャクソン
テキサス大学助教授。公開手術の場で術者に粘着質な質問をして、医師として再起不能状態に陥らせる程に追い詰める様子から「マッディ・ボブ（泥沼のボブ）」の異名を持ち、本人もそれを自負している。高階の共同研究者も同様に貶めたため、高階とは実質浅からぬ因縁がある。

## 設定
ダイレクト・アナストモーシス（直接吻合法）
冠状動脈バイパス手術の進化型として位置づけられている手術。他の静脈や動脈を詰まった血管の代わりの迂回路とするバイパス手術とは異なり、詰まった血管自体を除去し、新しい血管に取り替えるという方法を用いるが、高度な技術を要するため、世界で天城のみが可能としている。

## 書籍情報
- ハードカバー：2010年7月16日発売[1]、講談社、ISBN 978-4-06-216313-2
- 文庫版：2012年5月15日発売[2]、講談社文庫、ISBN 978-4-06-277247-1

## テレビドラマ
『ブラックペアン シーズン2』のタイトルで本作と次作『スリジエセンター1991』を原作に、2024年7月7日から9月15日までTBS系「日曜劇場」枠でテレビドラマ化された。主演は二宮和也。前半5話はブレイズメス編、後半5話はスリジエセンター編となる。